# Scrierea în Egiptul Antic

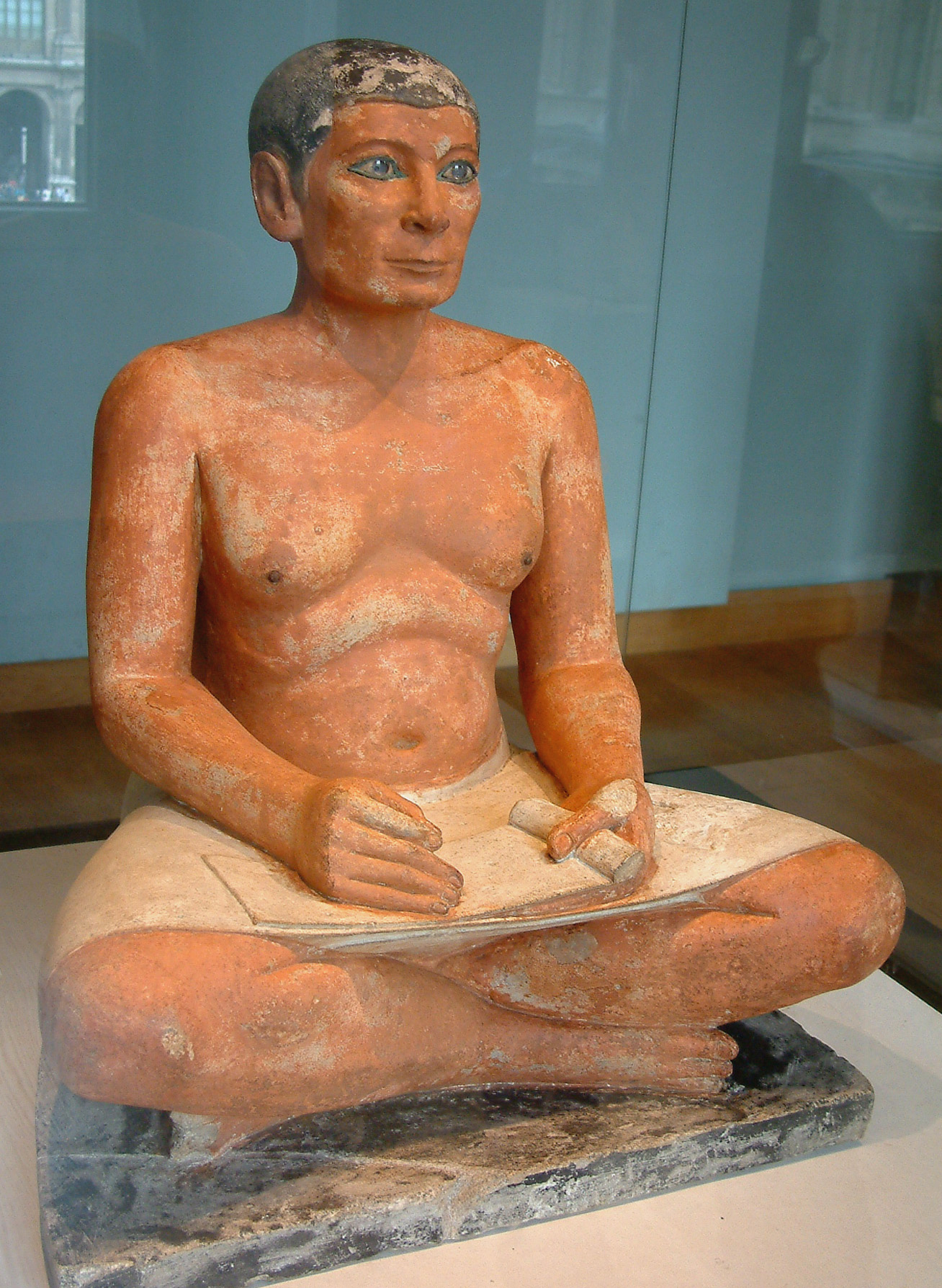
Scrib egiptean

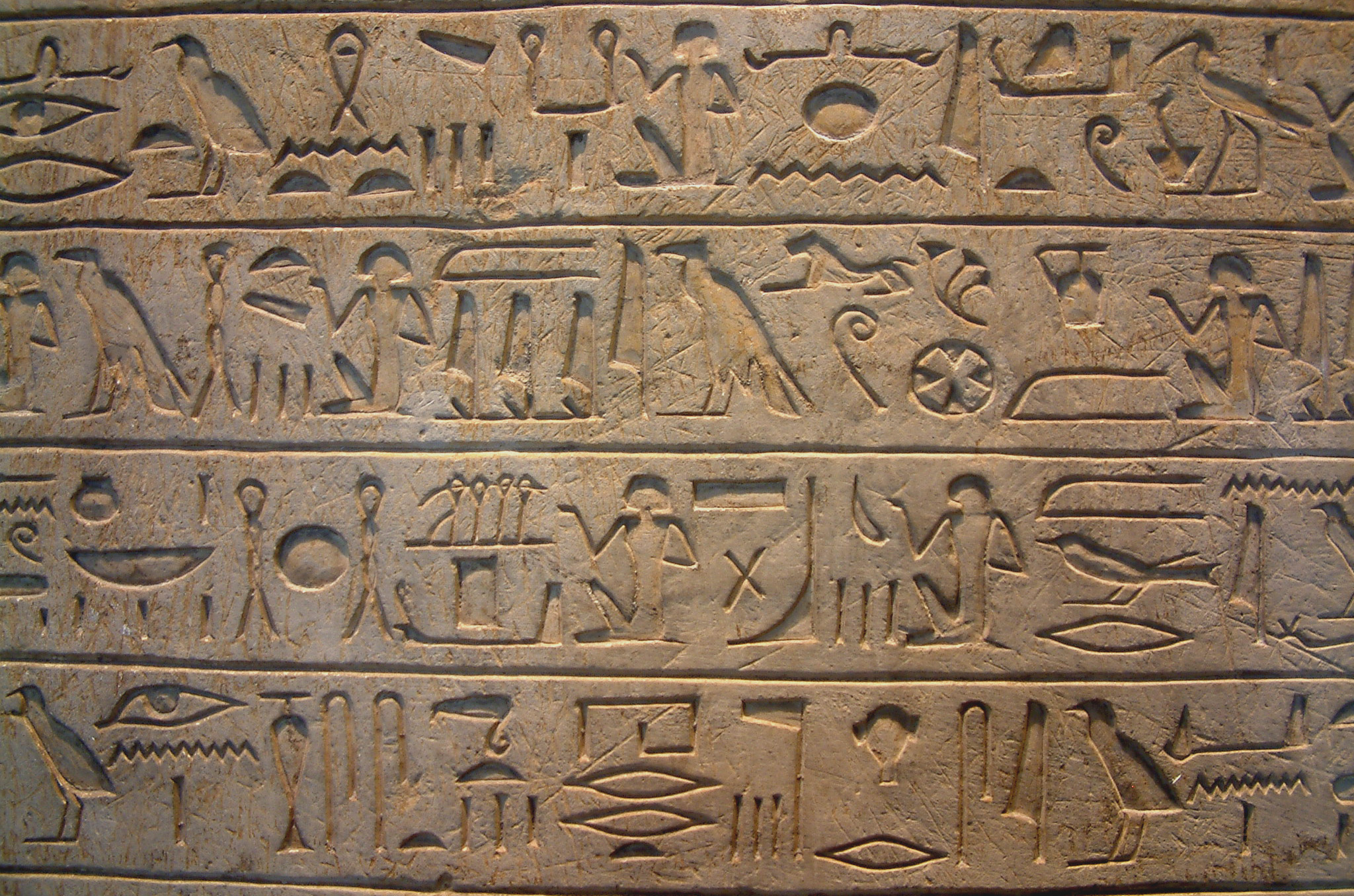
Text cu hieroglife egiptene

Scrierea în Egiptul Antic a constat în înregistrări de texte în limba egipteană sub două forme de scriere în timpurile protodinastice (hieroglife și hieratică). Începând cu secolul al XIII-lea î.Hr. diferite variante cursive de hieroglife au fost cele mai folosite, pentru ca din anii 3500 î.Hr. să se dezvolte scrierea demotică din cea hieratică.

## Istorie

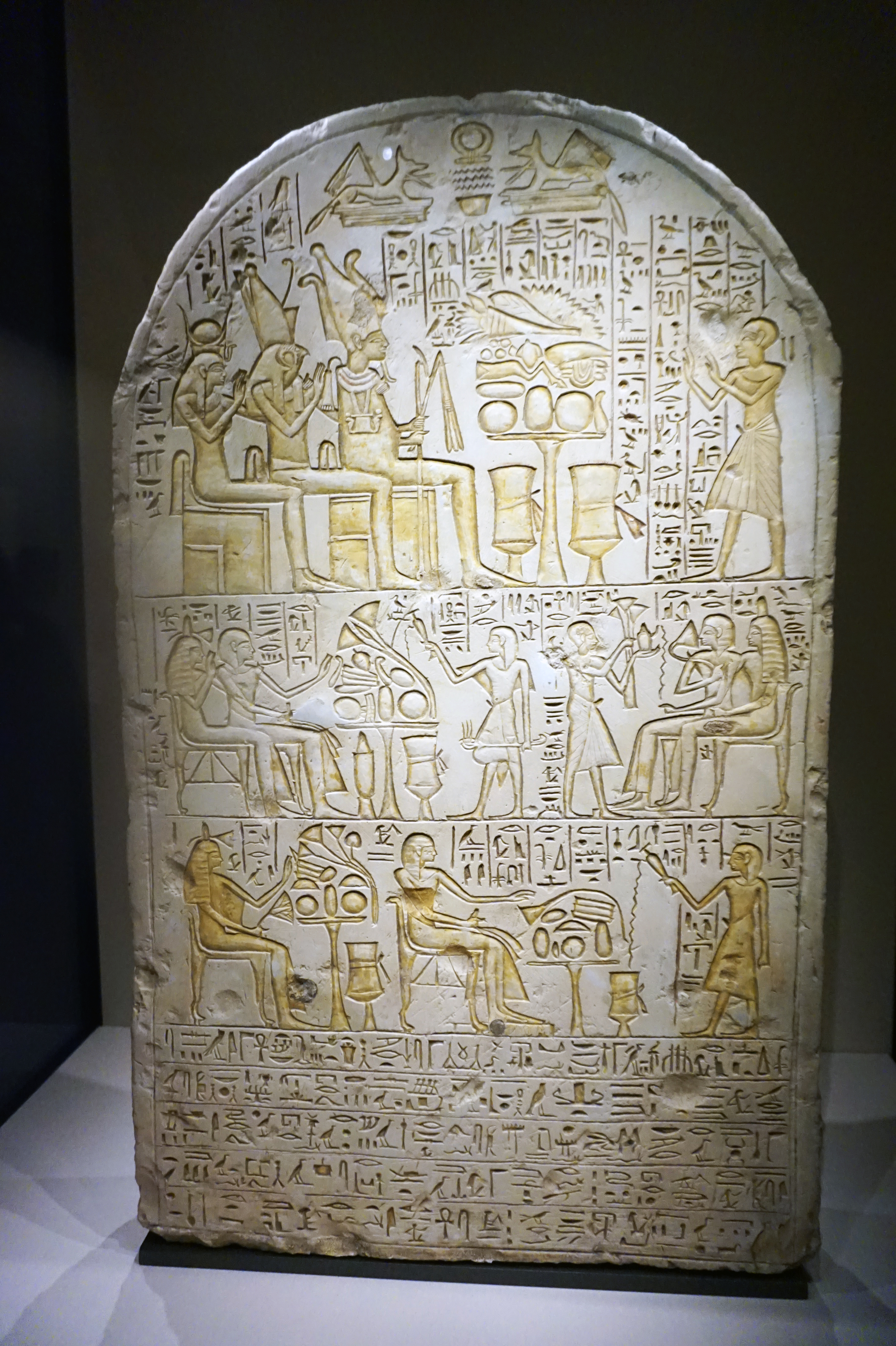
În Egiptul antic, scrierea era îmbinată cu basoreliefuri sau picturi, același lucru întâmplându-se și la alte civilizații, ca civilizația mayașă (vezi scrierea mayașă)

În Egiptul antic scrisul a fost inventat prin modalități diferite de cele din Mesopotamia, mai ales din cauze istorico-politice. Egiptul, încă de la apariția sa, avea o monarhie capabilă să unifice țara și să impună o unitate politică care a lipsit mult timp în Mesopotamia. Scrierea era necesară monarhiei egiptene pentru a înregistra acțiunile faraonului și astfel să-și consolideze puterea. Apariția scrierii a fost o consecință a atenției deosebite pe care o manifestau [preoții] egipteni ceremoniilor funerare; conservarea cadavrelor având o însemnătate nemaiîntâlnită la alte civilizații și ducând la un sistem elaborat de mumificare. Textele scrise, care erau considerate magice, îi însoțeau pe morți în mormânt, devenind astfel un element principal al ritualului funerar. Apariția scrierii în Egipt poate fi considerată bruscă, etapele anterioare ale prescrierii nefiind documentate ca în Mesopotamia. Hieroglifele sunt structurate încă de la apariția lor într-un sistem lingvistic ce alătură ideograma (semn-cuvânt) și semnul fonetic (semn-sunet). Chiar dacă au existat un număr mic de semne alfabetice suficiente pentru a scrie orice, nu au fost folosite pentru crearea unui alfabet propriu-zis.